# Dieciocho de Marzo, Nuevo León
Dieciocho de Marzo är en ort i Mexiko.   Den ligger i kommunen Galeana och delstaten Nuevo León, i den centrala delen av landet, 600 km norr om huvudstaden Mexico City. Dieciocho de Marzo ligger 2 037 meter över havet och antalet invånare är 301.
Terrängen runt Dieciocho de Marzo är kuperad österut, men västerut är den bergig. Terrängen runt Dieciocho de Marzo sluttar österut. Runt Dieciocho de Marzo är det mycket glesbefolkat, med 5 invånare per kvadratkilometer. Närmaste större samhälle är Galeana, 12,4 km sydost om Dieciocho de Marzo. I omgivningarna runt Dieciocho de Marzo växer huvudsakligen savannskog.